# Complega
Complega (auch als Contrebia bezeichnet, siehe Begriffsklärung Contrebia) war eine keltiberische Stadt, die nur von Appian für die römischen Feldzüge der Jahre 181 bis 179 v. Chr. erwähnt wird. Complega wurde von keltischen Einsiedlern gegründet und vom Prätor Fulvius Flaccus im Jahre 182 v. Chr. erobert.